# NGC 7453
NGC 7453 في الفهرس العام الجديد، هي مجرة، تقع في كوكبة الدلو. اكتشفت في 7 نوفمبر 1860 .

## روابط خارجية
- NGC 7453 على موقع ويكي سكاي: DSS2, SDSS, GALEX, IRAS, Hydrogen α, X-Ray, Astrophoto, Sky Map, Articles and images